# Francine Shapiro
Pour les articles homonymes, voir Shapiro.
Francine  Shapiro, née à New York le 18 février 1948, et morte le 16 juin 2019, est une psychologue américaine qui, à la suite de sa découverte des effets des mouvements oculaires, fonda la méthode EMDR.

## Biographie
Francine Shapiro naît au sein d'une famille juive ashkénaze, dans la section de Brooklyn de l'East New York le 18 février 1948. Elle est l'aînée de quatre enfants de Daniel et Shirley Shapiro.
En 1979, à l'âge de 30 ans, elle obtient un doctorat en littérature anglaise à l'université de New York, à partir de l'œuvre du poète Thomas Hardy, et elle découvre l'EMDR de manière fortuite en 1987. Fascinée par cette découverte, elle se réoriente par la suite en se consacrant à la recherche et au développement de cette nouvelle thérapie. Elle obtient un doctorat de psychologie Clinique à la Professional School of Psychological Studies de San Diego.
Elle fut notamment chercheuse senior au Mental Research Institute à Palo Alto (Californie), Directrice Executive de l' EMDR Institute à Watsonville (Californie), fondatrice et Présidente émérite du Trauma Recovery EMDR Humanitarian Assistance Programs, une organisation à but non lucratif qui coordonne les interventions de soin post-traumatiques ainsi que des formations dans le monde entier.
Elle meurt à l'âge de 71 ans le 16 juin 2019 dans une clinique médicale près de sa maison de Sea Ranch en Californie, au nord de San Francisco,,.

## Découvertede l'EMDR
Francine  Shapiro aurait découvert les bienfaits de l'EMDR lors d'une promenade dans un parc, au cours de laquelle elle balaye le paysage du regard, ce qui aurait atténué ses angoisses dues au cancer. Elle débute donc les essais cliniques d'abord sur un groupe de volontaires en 1987, puis sur des vétérans du Vietnam, en tant que psychologue au Mental Research de Palo Alto, avant d'en publier les résultats en 1989, formalisant cette méthode EMDR,,. Ces études, menées sans groupe de contrôle, ne sont pas reconnues par la communauté scientifique,.

## Distinctions
- 1994 : Award for Distinguished Scientific Achievement in Psychology décerné par la California Psychological Association
- 2002 : Prix Sigmund-Freud de psychothérapie pour son apport à la psychothérapie
- 2009 : Award for Outstanding Contributions to Practice in Trauma Psychology[11] décerné par l'APA

## Conférence
- Bali en Indonésie, le 09 juillet 2010 (en anglais)[12]

## Publications
en anglais
- Eye Movement Desensitization and Reprocessing: Basic Principles, Protocols, and Procedures. Guildford Press 2001  (ISBN 1-57230-672-6)
- EMDR as an Integrative Psychotherapy Approach: Experts of Diverse Orientations Explore the Paradigm Prism. APA 2002  (ISBN 1-55798-922-2)
- EMDR: The Breakthrough Therapy for Overcoming Anxiety, Stress and Trauma, Basic books, 2004  (ISBN 0-465-04301-1)
- EMDR and Family Therapy Processes, Wiley,  (ISBN 0-471-70947-6)

en français
- Des Yeux Pour Guérir, Éditions du Seuil, 2005  (ISBN 2-02-063744-8)
- Manuel d'EMDR, InterEditions, Paris, 2007  (ISBN 9782100501366)
- Dépasser le passé. Se libérer des souvenirs traumatisants avec l'EMDR, Éditions du Seuil  (ISBN 978-2021105902)